# ヘレン・プラックローズ
ヘレン・プラックローズ (Helen Pluckrose) は、イギリスの文筆家。
批判的社会正義理論に対する批判、とリベラルな倫理の推進、特に不満研究事件に関わったことで知られる。

## 学歴
イースト・ロンドン大学で英文学の学士号を取得し、ロンドン大学クイーン・メアリー校で近世文化研究の修士号を取得した。研究テーマは、中世の女性におけるキリスト教のナラティブとの交渉のあり方について。

## 経歴

### 社会的ケア
17歳から34歳まで、主に高齢者や身体障害者、学習障害者の支援を行う社会福祉の仕事に従事した。

### 不満研究事件

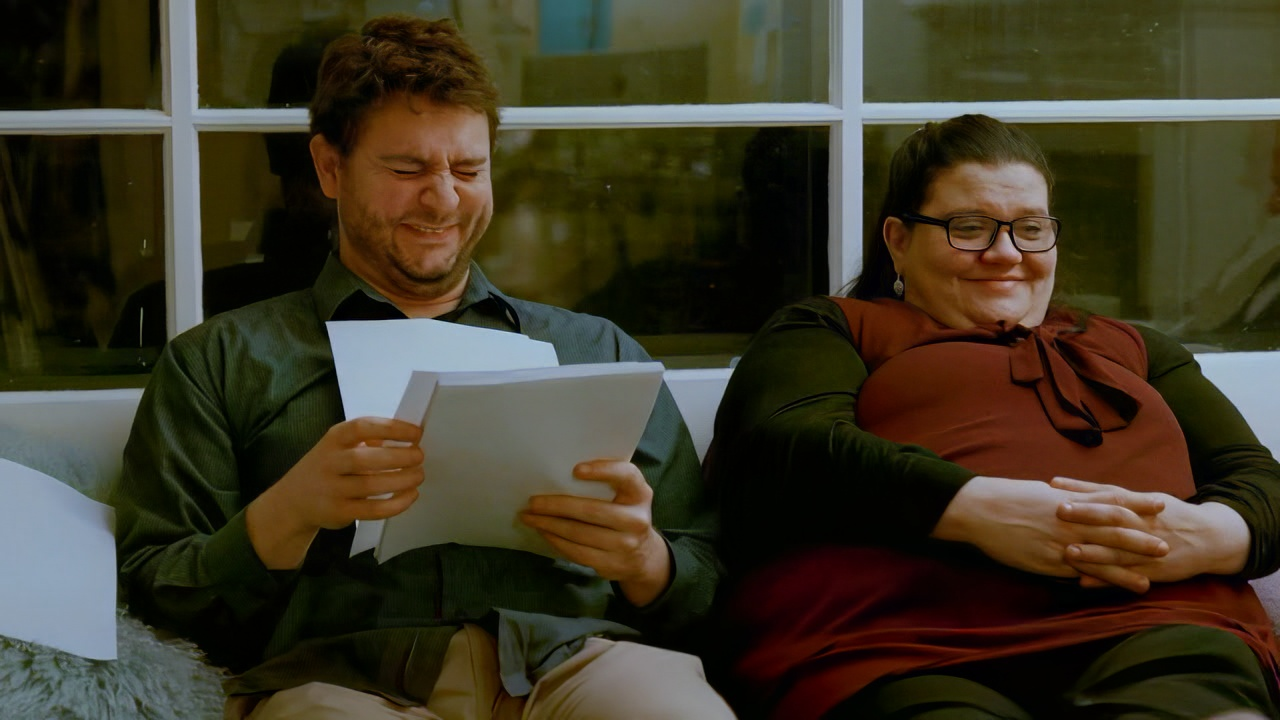
自分が書いた不満研究の論文について笑っているリンゼイとプラックローズ、2018年

プラックローズはジェームズ・A・リンゼイとピーター・ボゴジアンの二人とともに、2017年から2018年にかけて、不満研究事件（1996年のソーカル事件にちなんで「ソーカルの再来」とも呼ばれる）に関与した。このプロジェクトでは、文化、ジェンダー、クィア、人種研究分野の査読付き学術誌に偽の学術論文を多数投稿し、出版されるかどうか確認するものであった。彼女らの目的は、いくつかの学問分野、特にポストモダン哲学と批判理論の影響を受けた領域の学術水準の低さとイデオロギーに浸食されている度合いを強調することだとされる。この暴露は「でっち上げ」であり、「右派からの組織的攻撃」だという批判もあるが、プラックローズらは自分たちのことを「左寄りのリベラル」だとしている。

### 『アレオ・マガジン』
2018年から2021年まで、プラックローズは電子オピニオン誌『Areo Magazine』の編集長を務めた。「広義のリベラル・ヒューマニズム的な価値観に適合する様々な視点」を探求する媒体である。 2021年4月にはこのポストから退任している。

### 『「社会正義」はいつも正しい』
2020年、プラックローズはジェームズ・A・リンゼイとの共著で、ピッチストーン・パブリッシングからノンフィクションの書籍『Cynical Theories』（邦訳：『「社会正義」はいつも正しい』ISBN 9784152101877）を発表した。

### カウンターウェイト
プラックローズは、ビジネスの現場において暗黙のバイアス研修が導入されるなど、彼女が「批判的社会正義イデオロギー」と呼ぶ思想の影響が強まっていることに対抗して、「カウンターウェイト」という団体を設立した。カウンターウェイトは、「社会正義についてのリベラルな理解を支持する無党派の草の根運動」であると説明している。2021年1月にオンライン相談サービスを開始したことについて、プラックローズは「文化戦争に対する市民相談」と表現した。『テレグラフ』紙によれば、同団体が公開した映像では、「ウォーク」活動家がジェンダー、人種、性別によって人々を不当に判断していると主張しており、メンタルヘルスサポートや「専門家の指導」などのリソースを提供すると約束したという。プラックローズは2022年にカウンターウェイトでの活動を停止したが、現在も同団体を支援し続けている。

## 私生活
プラックローズは、フォークリフト運転手の夫デイヴィッドと二人の間にできた子どもと共に、ロンドンに住んでいる。